# チャールズ・マーティネー
- チャールズ・マーティネ

チャールズ・マーティネー（Charles Martinet、1955年9月17日 - ）は、アメリカ合衆国の俳優、声優。アメリカ合衆国カリフォルニア州サンノゼ出身。

## 人物・来歴
20歳で俳優デビューし、多数の映画に出演。後に声優としての活動も開始している。41歳の頃、1996年発売のテレビゲーム『スーパーマリオ64』では主人公・マリオの声優に起用される。以後マリオシリーズにおいてはマリオの他にルイージやワリオ、ワルイージなどのキャラクターの声も担当している。『スーパーマリオ64』以前にも、いくつかのPCゲームでマリオを演じていた。
なお、2018年には『大乱闘スマッシュブラザーズ SPECIAL』への声の出演をもって「単一キャラクターとして100作のゲームに出演したギネス世界記録」に認定されている。
2023年8月21日、マリオたちの声優の引退と、マリオの親善大使への就任が任天堂の公式Xで発表された。

### マリオのオーディション
前述のように、チャールズ・マーティネーはコンピュータゲームシリーズである「マリオシリーズ」の主人公、マリオの声優を担当している。後にはマリオの弟であるルイージなど他の主要キャラクター複数の音声も担当しはじめ、かつ「マリオシリーズ」の音声は日本を含め世界共通であり、マーティネーの代表作となっている。
彼は元来からマリオというキャラクターを知っていたわけではなく、担当する切っ掛けも偶然に近いものだった。マーティネーはある日、友人から「見本市で配管工の役になって来場客に話す」オーディションがあるという話を聞き、是非にと薦められる。彼が当日会場に辿り着いたのはオーディションの終了間際で、すでにキャスティング・ディレクターらが機材の撤去を始めていた。マーティネーがオーディションを受けたい旨を伝えると、ディレクターはそれを許可し「ブルックリンに住んでいるイタリア人の配管工」をイメージして話すよう注文を付けた。
当初マーティネーはイタリア系アメリカ人のステレオタイプにありがちな、低く耳障りな声を想像したが、すぐにそれだと小さな子供たちに不快がられるだろうし、ありきたりでつまらないだろうと思い直し、親しみやすい今日のマリオの声色と口調に変え、結果としてオーディションに合格する。この時、オーディション用のテープが無くなるまで喋り続けたと本人はインタビューに答えている。

### マリオとしてのキャリア
1991年から任天堂で働いていたマーティネーは、ビデオゲームの貿易ショーでマリオの声を担当し始める。参加者はテレビ画面に表示された3Dのマリオの頭に向かって歩き、画面上のマリオと完全な会話をすることができるシステムだった。このシステムは「マリオ・イン・リアルタイム」またはMIRTと呼ばれ、パサデナのSimGraphicsによって開発された。マーティネーは隠しカメラのセットアップによって参加者を見ることができ、顔のモーションキャプチャーは口の動きを記録し、画面上のマリオの口の動きと同期させていた。このデジタル操り人形劇は、当時の新奇さで、マーティネーのコミカルな演技とともに注目を浴びた。また、マーティネーは1992年のスーパーマリオブラザーズピンボールアーケードマシンでもマリオの声を担当した。
マーティネーが初めてマリオとしてビデオゲームに登場したのは、1994年のCD版『Mario Teaches Typing』で、正式には1995年にリリースされた『Mario's Game Gallery』が初。ここでは、マリオとしてプレイヤーと長時間の対話を行った。

#### スーパーマリオ64
多くの人々が初めてマリオの声を聞いたのは、1996年発売の『スーパーマリオ64』からである。MIRTを通じての作業中、マーティネーはマリオシリーズのクリエイターである宮本茂と知り合う。『スーパーマリオ64』のためにプロの声優を求めていた宮本は、任天堂にマリオの声を担当することについて問い合わせた。彼はこの予想外のチャンスに即座に同意し、サウサリートからシアトルのバッドアニマルズスタジオまで旅し、ゲームのために収録を行う。マーティネーはほとんど台本なしで収録され、プロデューサーから日本のチームが求めていたことの例を示されたほか、即興の演技も行い、それによってマリオの多くの決め台詞が生まれた。収録中、プレイヤーがマリオをほったらかすと、マリオが何をするかという問いが生じるが、最終的に、マーティネーはマリオが睡眠中にパスタの夢を見るアイデアを思いついた。最終的にゲームでは、マリオは2つ目の寝ている姿勢になると寝言を発する。
『スーパーマリオ64』の後、彼はルイージ、ワリオ、ワルイージ、メタルマリオ、ニセマリオ、ミニマリオ、ベビィマリオ、ベビィルイージ、ベビィワリオなどのキャラクターの声を、これらのキャラクターがセリフを発する多くのゲームで担当した。彼はまた、『スーパーマリオアドバンス』でボスキャラクターのマムー、ドン・チュルゲ、ガプチョ、チョッキーの声も担当した。彼の声は、ゲームの英語版と日本語版の両方に登場している。
マーティネーによると、彼は『ゼルダの伝説 時のオカリナ』のリンクの声を担当したいと考えていたが、宮本茂からリンクは声を持たないままでいると告げられたが、リンクの掛け声は日本の声優によって演じられている。

### マリオ以外のゲームの仕事
マリオシリーズ以外にも、マーティネーはビデオゲーム『Cel Damage』におけるFowl Mouthの声や、LeapFrogなどの教育ゲームシリーズで主要な声の仕事を行った。また、2011年のビデオゲーム『The Elder Scrolls V: Skyrim』でドラゴンのパーサーナックスの声を担当し、2009年の『ラチェット&クランク FUTURE2』ではオーバスの声を、2013年のビデオゲーム『Runner2』および2018年の続編『Runner3』ではカットシーンとメニューのナレーションを担当し、後者では隠しプレイヤーキャラクターとしても登場した。マーティネーは2020年、ビデオゲームの歴史を描いたNetflixのドキュメンタリーシリーズ『ハイスコア: ゲーム黄金時代』で声の提供を行った。
ビデオゲームの声優業以外にも、マーティネーはコマーシャル、アニメ、プロモーションなどで声優として活動している。2005年のElectronic Entertainment Expo（E3）で、マーティネーはニューヨークのプレイヤーと遊ぶことができる『おいでよ どうぶつの森』のプレイアブルデモで遠隔操作で参加した。また、マーティネーはニンテンドーゲームキューブの『パックマンvs.』でマリオの声をアナウンサーとして提供した。

## 出演作品
太字は主要キャラクター。

### テレビドラマ
- ザ・ブラザーフッド（愚か者）
- ミッドナイト・コーラー
- マトロック
- リーズナブル・ダウト 静かなる検事記録
- 刑事ナッシュ・ブリッジス
- 特務指令 AIR AMERICA
- ER緊急救命室
- NYPDブルー

### 映画
- ダーティハリー5
- ママはモンスター
- 9か月
- ロルカ、暗殺の丘
- ゲーム（ニコラスの父）
- ナロー・エスケープ
- ソング・フォー・カリフォルニア

### 劇場アニメ
- ドラゴンボール超 スーパーヒーロー（2022年、マゼンタ[4]）
- ザ・スーパーマリオブラザーズ・ムービー（2023年、マリオの父、ジュゼッペ[注 1]）[5]

### OVA
- ジョジョの奇妙な冒険（1994年、ウィルソン・フィリップス[6]、パイロット[6]）

### ゲーム
1996年
- スーパーマリオシリーズ（1996年 - 2021年、マリオ、ルイージ、ワリオ、クッパ〈64 - 64DS〉、テレサ〈64 - 64DS〉、チョッキー、ガブチョ、ドン・チュルゲ、ヒーボーボー、マムー、ニセマリオ、ドルピック島のCMのナレーション、シャドウマリオ、シャドウルイージ、マネック、ワルイージ、ネコマリオ、ゴールドマリオ、シルバーマリオ、ビルダーマリオ、フューリーシャドウ） - 24作品
- マリオカートシリーズ（1996年 - 2020年、マリオ、ルイージ〈64〈海外版〉、DD - ライブ〉、ワリオ〈64〈海外版〉、DD - ツアー〉、ワルイージ、ベビィマリオ、ベビィルイージ、メタルマリオ、ドンキーコング〈64 - GBA〉、システムボイス〈64〈英語版〉〉、ロボマリオ、ファイアマリオ、タヌキマリオ、アイスルイージ、ゴールドマリオ） - 13作品

1997年
- エキサイトバイク ぶんぶんマリオバトル（マリオ）

1998年
- スーパーパンチアウト!!（主人公、ガビー・ジェイ、ベア・ハッガー、ピストン・ハリケーン、ボールド・ブル、ボブ・チャーリー、ドラゴン・チェン、マスクド・マッスル、Mr.サンドマン、アラン・ライアン、平家陽炎、マッド・クラウン、スーパー・マッチョマン、ナルシス・プリンス、回鍋肉、リック・ブルーザー、ニック・ブルーザー）※スーパーファミコン版
- マリオパーティシリーズ（1998年 - 2021年、マリオ、ルイージ〈3 - スーパースターズ〉、ワリオ〈3 - スーパースターズ〉、ワルイージ、ドンキーコング〈1 - 7〉、クリボー、テレサ〈1 - 7〉、ドッスン） - 16作品

1999年
- 大乱闘スマッシュブラザーズシリーズ（1999年 - 2018年、マリオ / ドクターマリオ、ルイージ、ワリオ、ワリオマン、ワルイージ） - 6作品
- ライジング ザン ザ・サムライガンマン（マスター・スズキ）
- マリオゴルフシリーズ（1999年 - 2021年、マリオ、ルイージ、ベビィマリオ、ワリオ、メタルマリオ、ワルイージ、ニセマリオ、ゴールドマリオ） - 5作品

2000年
- マリオテニスシリーズ（2000年 - 2018年、マリオ、ルイージ、ベビィマリオ、ワリオ、ワルイージ、アナウンサー〈64〉、メタルマリオ、ゴールドマリオ） - 7作品

2001年
- シャドウ オブ メモリーズ（ホムンクルス）
- ルイージマンションシリーズ（2001年 - 2024年、ルイージ、マリオ、グーイージ） - 6作品
- ワリオランドアドバンス ヨーキのお宝（ワリオ）

2003年
- NINTENDOパズルコレクション（マリオ、ドクターマリオ、メタルマリオ、ワリオ、バンパイアワリオ）
- メイド イン ワリオシリーズ（2003年 - 2013年、ワリオ、ワリオマン、ちびワリオ、キャプテンワリオ、メカワリオ） - 9作品
- マリオ&ルイージRPGシリーズ（2003年 - 2018年、マリオ、ルイージ、ベビィマリオ、ベビィルイージ、ユメルイージ） - 7作品

2004年
- ワリオワールド（ワリオ）
- マリオvs.ドンキーコングシリーズ（2004年 - 2024年、マリオ、ミニマリオ、ミニルイージ） - 8作品
- ペーパーマリオシリーズ（2004年 - 2024年、マリオ、ルイージ / ミスターL） - 5作品
- スーパーマリオボール（マリオ）

2005年
- キャッチ!タッチ!ヨッシー!（ベビィマリオ）
- 役満DS（マリオ、ルイージ、ワリオ、ワルイージ）
- NBAストリートV3 マリオでダンク（マリオ、ルイージ）
- Dance Dance Revolution with MARIO（マリオ、ルイージ、ワリオ、ワルイージ）
- スーパーマリオスタジアム ミラクルベースボール（マリオ、ルイージ、ワリオ、ワルイージ、ベビィマリオ、ベビィルイージ）
- スーパープリンセスピーチ（マリオ、ルイージ）
- SSX On Tour with マリオ（マリオ、ルイージ）

2006年
- マリオストライカーズ（2006年 - 2022年、マリオ、ルイージ、ワリオ、ワルイージ） - 3作品
- マリオバスケ 3on3（マリオ、ルイージ、ワリオ、ワルイージ）

2007年
- 怪盗ワリオ・ザ・セブン（ワリオ）
- ヨッシーアイランドDS（ベビィマリオ、ベビィワリオ）
- マリオ&ソニックシリーズ（2007年 - 2020年、マリオ、ルイージ、ワリオ、ワルイージ） - 12作品

2008年
- スーパーマリオスタジアム ファミリーベースボール（マリオ、ルイージ、ワリオ、ワルイージ、ベビィマリオ、ベビィルイージ）
- ワリオランドシェイク（ワリオ）

2010年
- MARIO SPORTS MIX（マリオ、ルイージ、ワリオ、ワルイージ）

2011年
- ARゲームズ（マリオ）
- いただきストリートWii（マリオ、ルイージ、ワリオ、ワルイージ）
- The Elder Scrolls V: Skyrim（Parthurnax〈パーサーナックス〉）

2013年
- Bit Trip Presents... Runner 2 リズム星人の爆走（ナレーター）

2015年
- パズル&ドラゴンズ スーパーマリオブラザーズ エディション（マリオ、ルイージ）

2017年
- マリオスポーツ スーパースターズ（マリオ、ルイージ、ベビィマリオ、ベビィルイージ、ワリオ、ワルイージ、メタルマリオ）
- マリオ+ラビッツ キングダムバトル（マリオ、ルイージ）

2020年
- レゴ スーパーマリオ（マリオ、ルイージ）

2021年
- スーパー・ニンテンドー・ワールド マリオカート 〜クッパの挑戦状〜（マリオ、ルイージ）

2022年
- マリオ+ラビッツ ギャラクシーバトル（マリオ、ルイージ）

海外版のみ
- Super Mario Bros.（ピンボールゲーム）（マリオ）
- Mario's Game Gallery（マリオ）
- Mario Teaches Typing（マリオ）
- Mario Teaches Typing 2（マリオ）
- Mario's FUNdamental（マリオ）
- Dr. Mario 64（ドクターマリオ、ワリオ、メタルマリオ、バンパイアワリオ）
- エターナルアルカディア（ビゴラ）
- ラチェット&クランク FUTURE2（オーバス）
- エンド オブ エタニティ（ラガーフェルド）
- Runner3（ナレーター）※作品内ではマーティネー本人をモチーフにしたキャラクターも登場する[9]
- メイド イン ワリオ ゴージャス（ワリオ、ワリオデラックス）
- おすそわける メイド イン ワリオ（ワリオ、バグワリオ、ゲームをつかさどるもの）
- ドラゴンボール レジェンズ（マゼンタ）

### CM
- マリオカートアドバンス（アニメーション）（マリオ）

### その他
- Mario in Real Time（マリオ）
- Donkey Kong in Real Time（ドンキーコング）[10]
- Wario in Real Time（ワリオ）[10]